# Gustaf Adolf Lindberg
För skolledaren och författaren med samma namn, se Gustav Lindberg (1896–1976)
Gustaf Adolf Lindberg, född 24 mars 1865 i Hedvig Eleonora församling i Stockholm, död 3 augusti 1906 i Helsingfors, var en svensk arkitekt verksam i Sverige, Tyskland och Finland.

## Biografi
Lindberg var son till vaktmästaren Anders Lindberg och Katarina Månsson. Han studerade vid Tekniska skolan i Stockholm 1881-1884 samt vid Tekniska Högskolan i Stockholm 1886-1887. Han arbetade som arkitekt hos Gustaf Hermansson i Sundsvall 1891-1892 och reste sedan till Tyskland där han studerade 1892. Lindberg var sedan anställd hos olika arkitektbyråer 1892-1898, bland annat hos Kaiser & Grossheim i Berlin och sedan hos August Menken, innan han flyttade till Helsingfors, Finland där han fortsatte arbeta som arkitekt på arkitektbyrån Grahn, Hedman & Wasastjerna.
Lindberg, som tillhörde skyddskåren, sårades i strid mot det socialistiska "röda gardet" under Hagnäskravallerna i Helsingfors och avled den 3 augusti 1906.

## Verk i urval
- Karlshamns rådhus, Karlshamn, Blekinge. Byggt 1900.
- Huset Havulinna, Norrmark, Finland. Byggt 1901.
- Karlskrona rådhus, Karlskrona, Blekinge, Ombyggnaden 1905.
- Fredriksgatan 32 / Lönnrotsgatan 15, Helsingfors med Knut Wasastjerna) 1908.
- Brandstodsbolaget, Västra Strandgatan 17, Åbo (med Wasastjerna) 1908.

## Bilder

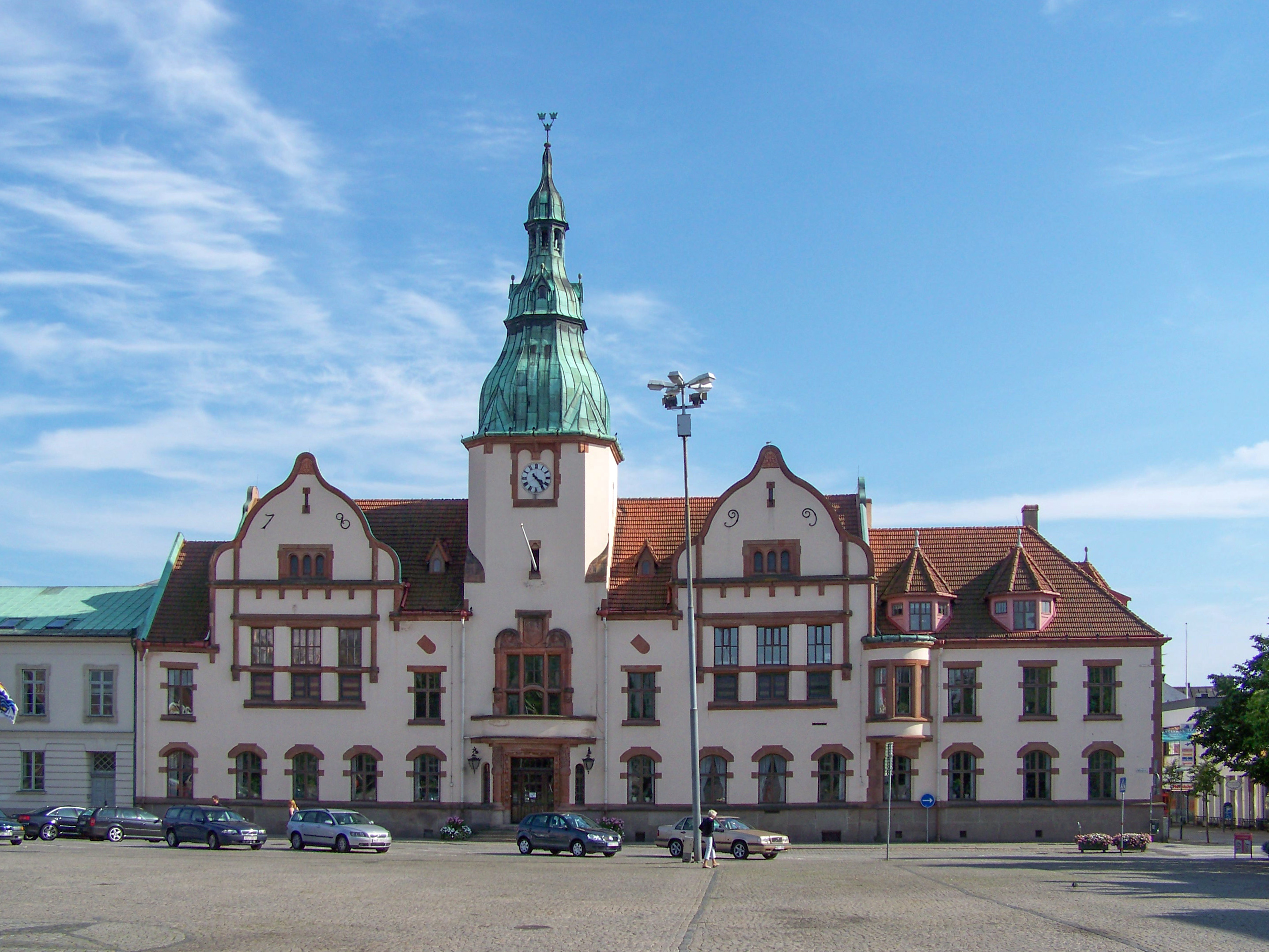
Karlshamns rådhus
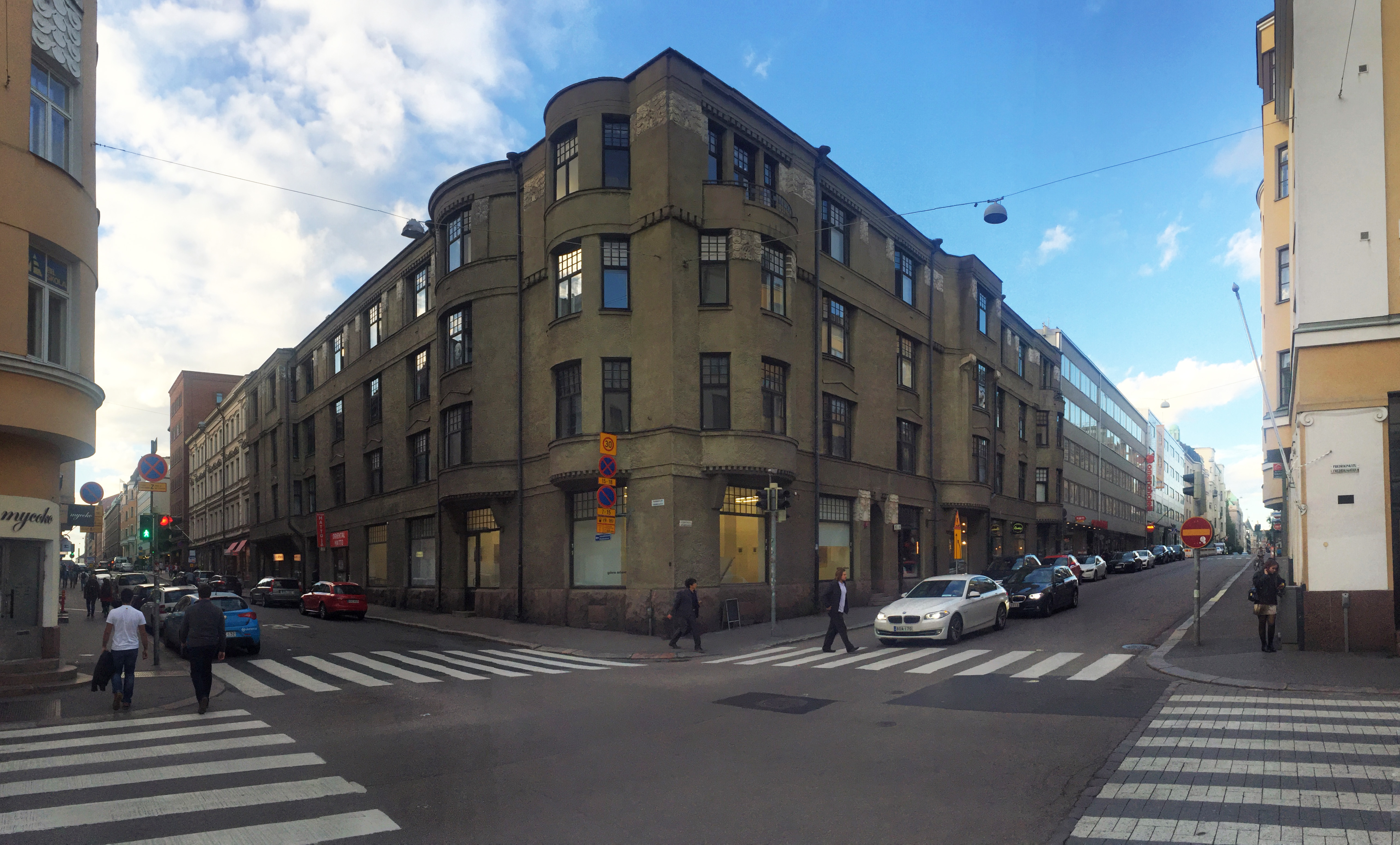
Fredriksgatan 32 / Lönnrotsgatan 15, Helsingfors
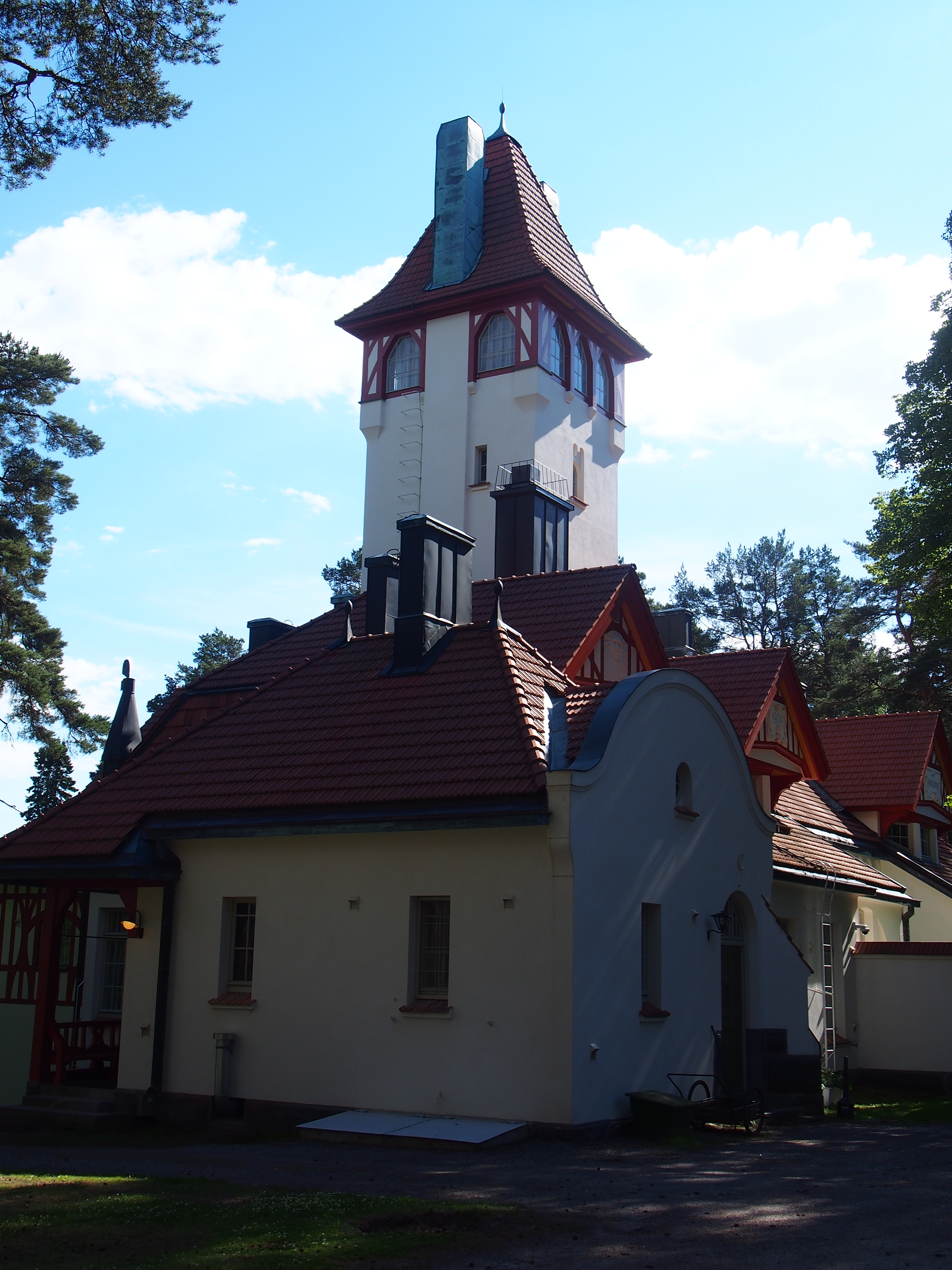
Havulinna
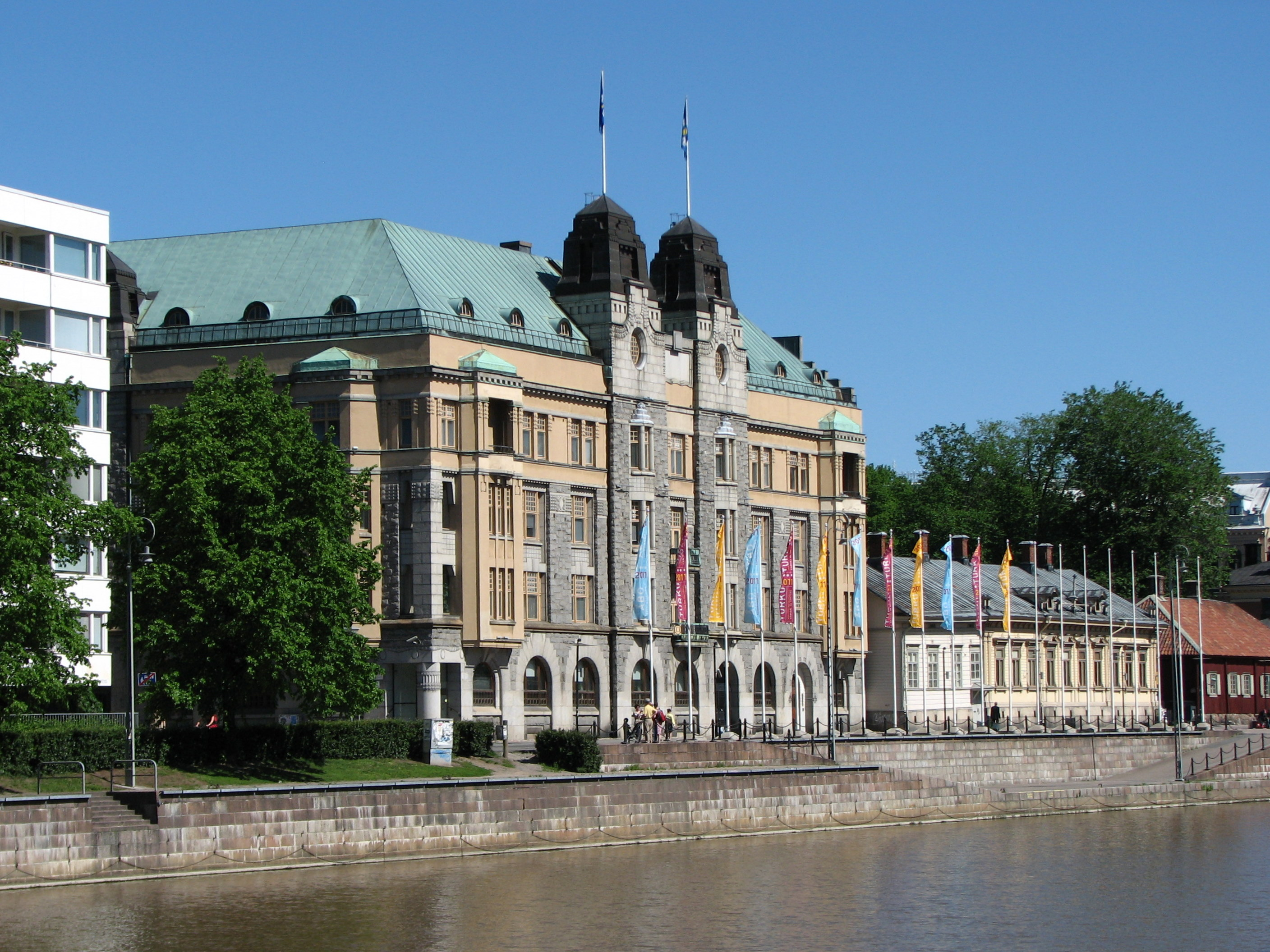
Brandstodsbolaget, Åbo